# Charles Westerholm
Charles Westerholm Jr. (27 de dezembro de 1897 — setembro de 1977) é um ciclista olímpico estadunidense natural da Finlândia.
Westerholm representou sua nação na prova de corrida individual em estrada nos Jogos Olímpicos de Verão de 1928.